# Inicjatywa Środkowoeuropejska
Inicjatywa Środkowoeuropejska (ISE, ang. Central European Initiative, CEI) – zinstytucjonalizowana forma współpracy subregionalnej państw Europy Środkowej i Europy Południowo-Wschodniej zainicjowana w 1989.
Inicjatywa Środkowoeuropejska wywodzi się z Inicjatywy Czterostronnej (Quadragonale), powołanej w Budapeszcie 11 listopada 1989 przez Austrię, Jugosławię, Węgry i Włochy. Po przystąpieniu Czechosłowacji w 1990 inicjatywa była znana jako Pentagonale, po przystąpieniu Polski w 1991 – Hexagonale. Pod obecną nazwą działa od 20 marca 1992 z inicjatywy Austrii.
Według Włoch, będących inicjatorem współpracy, ISE miała wypełnić lukę powstającą po rozpadzie bloku wschodniego, zapobiec ewentualnej hegemonii Niemiec w Europie Środkowej oraz ułatwić państwom postkomunistycznym rozwój współpracy z Zachodem. Celem ISE jest umacnianie spójności Europy, jej politycznej, gospodarczej i społecznej stabilności oraz bezpieczeństwa.
Działalność ISE obejmuje m.in.: konsultacje polityczne, wspieranie instytucji demokratycznych i przestrzegania praw człowieka, współpracę transgraniczną, realizację różnych zadań gospodarczych i społecznych. ISE koncentruje się zwłaszcza na popieraniu transformacji gospodarczej, społecznej i prawnej w państwach członkowskich oraz ich dążeń integracyjnych, na sprawach walki ze zorganizowaną przestępczością, odbudowie Bośni i Hercegowiny.
Głównymi organami ISE są coroczne spotkania szefów rządów oraz spotkania ministrów spraw zagranicznych. W Trieście mieści się stały Sekretariat Wykonawczy ISE. Obecnie członkami ISE są Albania, Białoruś (zawieszona), Bośnia i Hercegowina, Bułgaria, Czarnogóra, Chorwacja, Czechy, Macedonia Północna, Mołdawia, Polska, Rumunia, Serbia, Słowacja, Słowenia, Ukraina, Węgry i Włochy. W 2018 roku ISE opuściła Austria.
Sekretarzem Generalnym Inicjatywy Środkowoeuropejskiej jest Franco Dal Mas.